# Бред Мелоун
Бредлі Мелоун (англ. Bradley Malone; 20 травня 1989, м. Мірамічі, Канада) — канадський хокеїст, лівий нападник. Виступає за «Кароліна Гаррікейнс» у Національній хокейній лізі.
Виступав за Університет Північної Дакоти (NCAA), «Лейк-Ері Монстерс» (АХЛ), «Колорадо Аваланш».
В чемпіонатах НХЛ — 119 матчів (11+13), у турнірах Кубка Стенлі — 6 матчів (0+0). 
Кузен: Раєн Мелоун.